# François Van Rysselberghe
François Van Rysselberghe, né à Gand, le 24 août 1846 et mort à Anvers, le 3 février 1893, est un scientifique belge qui fut le précurseur ou l'inventeur de nombreux dispositifs dans les domaines de la météorologie et de la téléphonie. Il inventa, notamment, un système permettant de faire transiter plusieurs signaux téléphoniques par le biais des câbles télégraphiques. La généralisation du Système Van Rysselberghe en Belgique en 1884, et ensuite à l'étranger, favorisera l'essor de ce nouveau mode de communication et fera de lui un pionnier des communications téléphoniques longues distances.

## Éléments biographiques

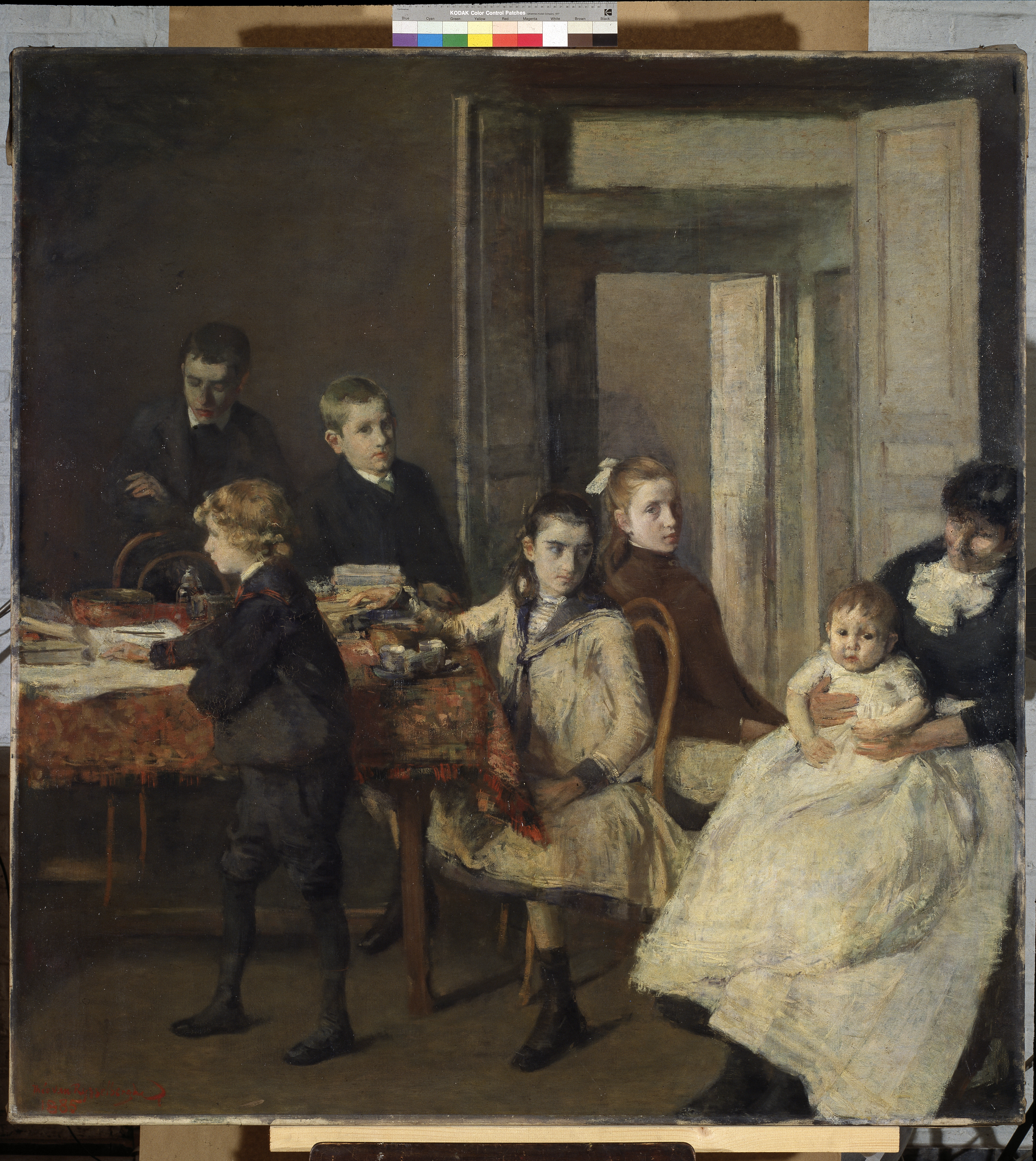
Les enfants de François Van Rysselberghe par son frère, Théo Van Rysselberghe (en 1885).

François Van Rysselbergh naît dans une famille gantoise modeste, son père, Jean-Baptiste Van Rysselberghe, est ouvrier charpentier, il avait épousé une autre gantoise, Mélanie Rommens. Le couple aura neuf enfants dont trois meurent en bas âge. François est l’aîné de la fratrie. La famille s'installe d'abord à Turnhout où François suit son enseignement primaire. La famille retourne ensuite à Gand. Après avoir terminé ses études secondaires avant l'âge de 17 ans au Collège Sainte-Barbe de Gand,, il est contraint pour soutenir financièrement sa famille de travailler et accepte alors un poste de surveillant de pensionnat, à Ninove tout d'abord puis à Tournai. Il accepte ensuite une charge de cours dans une école privée à Gand. Bien que sa formation de base fut littéraire, il s'intéresse aux sciences et particulièrement aux mathématiques et à la physique et suit des cours à l'école industrielle. En 1865, il réussit avec brio un examen pour le poste de deuxième professeur de mathématiques à l'école de navigation d'Ostende où il dispense des cours d'astronomie nautique et de mathématiques. Tandis qu'il y professe, il est candidat en sciences physiques et mathématiques à l'Université de Liège et est diplômé en 1869,. La même année, il épouse, à Ostende, Henriette Housmans. Le couple, établi à Ostende, aura sept enfants.

### Son intérêt pour la météorologie
François Van Rysselberghe se prend de passion à cette époque pour la météorologie.

« Lorsque, habitant le rivage de la mer, on assiste de près aux tempêtes qui tourmentent l'Océan, on est porté vers l'étude de la météorologie par un attrait irrésistible. C'est ce qui m'arriva lorsque je fus appelé à Ostende pour donner le cours de mathématiques à l'École de navigation de l'État. À chaque bourrasque je me plus à figurer sur des cartes synoptiques, et au moyen des renseignements publiés par les journaux anglais, l'étal météorologique de l'Europe, pendant que j'observais avec soin les variations des instruments. Je suivis ainsi la marche de plusieurs tempêtes et bientôt j'acquis la conviction que la météorologie était, non-seulement une étude agréable, mais une science naissante appelée à rendre des services immenses à la navigation, au commerce et à l'agriculture. »

Il se dote bientôt de tout un arsenal d'appareils de mesure qu'il faut fastidieusement relever pour disposer de données. Il envisage alors d'inventer un appareil combiné qui annoterait automatiquement les données météorologiques sur un cylindre métallique unique. Il conçoit et réalise, assisté de son « habile collaborateur » Théodore Schubart,, un météorographe doté d'un enregistreur électro-magnétique qui restera connu sous le nom de Météorographe universel Van Rysselberghe et Schubart. Le prototype fonctionnera sans défaillir pendant plusieurs années dans la tour de l'hôtel de ville d'Ostende. L'appareil est acquis par des météorologues étrangers et est présenté lors du Congrès international de géographie qui se tient à Paris en 1875, ce qui lui vaut une médaille d'or et les palmes académiques,.
La même année, François Van Rysselberghe entre au service hydrographique de l'État comme sous-ingénieur du Service hydrographique de la Marine. Il y travaille un temps et contribue à cartographier les bancs de sable du littoral belge et des bouches de l'Escaut. Il développe également à cette époque un marégraphe mais en 1876, Jean-Charles Houzeau, directeur de l'Observatoire royal de Belgique, fait appel à lui pour l'attacher au service des prévisions météorologiques.

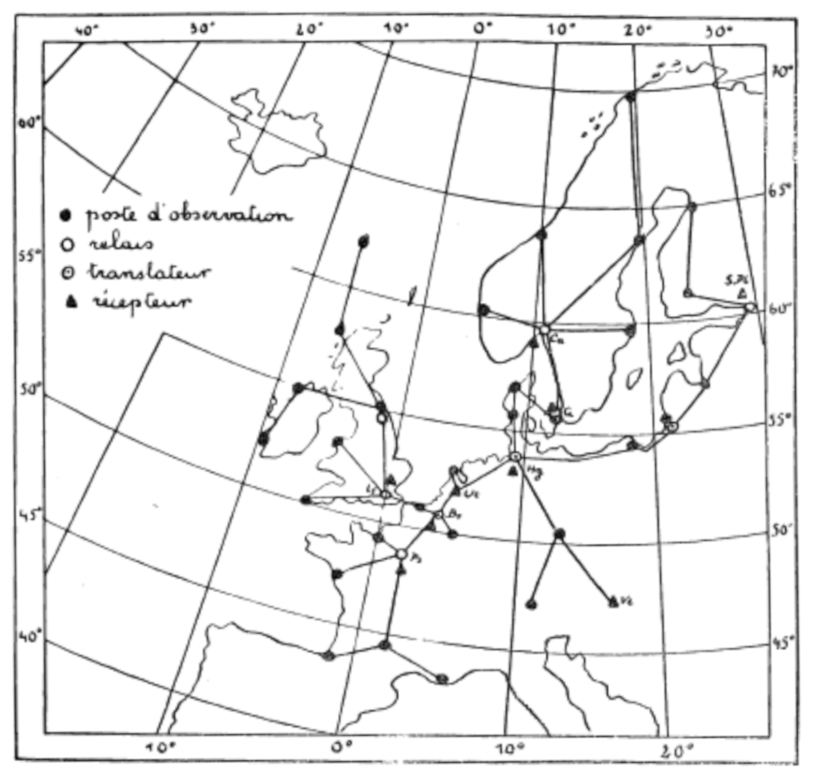
Le projet de télémétéorographie internationale de François Van Rysselberghe (1873).

Le 26 septembre 1876 l'Observatoire publie le premier Bulletin météorologique de son histoire. François Van Rysselberghe fut l'un des premiers à constater l'incidence des courants océaniques et polaires sur l'évolution du climat. Il étudie les tracés isallobariques et leur évolution pour ses prédictions journalières et est même, peut-être, le premier à l'avoir fait. Il est l'un des premiers synopticiens au même rang que le plus illustre Robert FitzRoy. Il s'attaque aux théories de Heinrich Wilhelm Dove dont il dit : « Il importe que l'on s'affranchisse de cette conception qui n'a pas résolu le problème des tempêtes d'Europe, pour adopter une théorie qui s'harmonise mieux avec l'observation. ».
Une grande limitation des modèles météorologiques qu'il pouvait échafauder était liée au fait qu'à cette époque, les météorologistes ne pouvaient compter que sur un seul relevé fait en 40 points en Europe et transmis à huit heures du matin, heure locale. Ceci ne permettait au mieux que d'établir une seule carte quotidienne. François Van Rysselberghe se met alors à réfléchir à un processus automatique de transmission des données en temps réel qu'il appela la télémétéorographie internationale. Il remit donc sur le métier son météorographe qui ne tarda pas à être fonctionnel entre Bruxelles et Ostende. En 1881, l'appareil est au centre d'une démonstration magistrale, à Paris, lors du Congrès international des électriciens qui se déroule à l'occasion de l'Exposition internationale d'Électricité lorsque l'audience ébahie voit, gravée à Paris, les observations météorologiques de Bruxelles.
Toujours à la recherche des facteurs influençant les conditions climatiques, il s'intéresse alors aux hautes couches de l’atmosphère et envisage d'y envoyer via un cerf-volant ou un ballon un télémétéorographe. Il conçoit également un réseau de 29 stations internationales interconnectées à neuf stations d'enregistrement permettant de mutualiser des données météorologiques de manière instantanée. Ces projets ne resteront que théoriques en raison du fait que les découvertes de François Van Rysselberghe vont l'amener à s'atteler à d'autres problématiques connexes : la téléphonie longue distance.

### Son intérêt pour les télécommunications

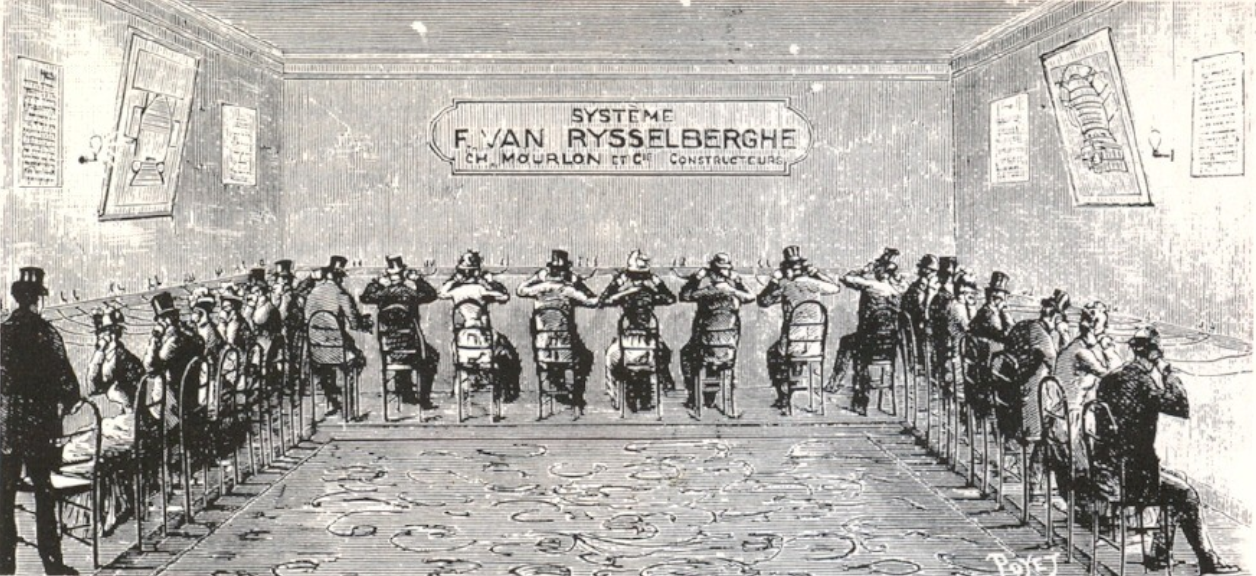
Lors de l'Exposition universelle de 1885 à Anvers, des auditeurs écoutent à l'aide du système Van Rysselberghe un concert se déroulant à Bruxelles.

En effet, François Van Rysselberghe, éprouvait des difficultés pour entrer en contact avec l'opérateur du télémétéorographe basé à Ostende. Cet appareil était en liaison avec celui de Bruxelles via un câble télégraphique dédié d'où l'idée qui lui vint d'investiguer pour voir dans quelle mesure un même câble ne pourrait-il pas transmettre à la fois des signaux télégraphiques et téléphoniques. Ceci sera à l'origine de sa plus importante contribution au déploiement de la téléphonie longue distance en mettant au point un système anti-inducteur qui permettait de se dispenser d'avoir à tirer de nouveaux câbles téléphoniques entre deux points éloignés géographiquement puisque le signal empruntait le câblage télégraphique déjà existant. En France, une première liaison fut établie sur la base de ce procédé entre Reims et Paris puis, en 1882 entre Bruxelles et Paris, ce qui contribua grandement à la notoriété du Système Van Rysselberghe. En 1884, l'ensemble du réseau inter-urbain belge devint ainsi opérationnel sur cette base.
En 1882, François Van Rysselberghe accepte une charge de cours aux écoles spéciales de l'Université de Gand et dispense le cours d'application de l'électricité. Il quitte alors l'Observatoire royal de Belgique pour se tourner résolument vers les télécommunications. En 1883, il conçoit un télégraphe multiplex phonique qui permet de transmettre simultanément jusqu'à 24 messages. Le dispositif retient toute l'attention des États-Unis.
En 1884, ayant fait don à la Belgique de son Système Van Rysselberghe, il est nommé, en récompense, électricien-consultant du Ministère des chemins de fer, des postes et des télégraphes,. Peu avant sa mort prématurée, François Van Rysselberghe s'intéresse au transport de l'électricité rendu plus ardu par le fait que le courant à cette époque était continu. Il dépose un brevet pour son transport de l'énergie dans des conduites d'eau mise sous forte pression couplées à des dynamos-électriques. Anvers lui donne carte blanche pour y déployer son invention pour alimenter l'éclairage public de la ville et c'est affairé à cette tâche qu'il meurt, emporté en deux jours par une maladie foudroyante, le 3 février 1893, à l'âge de 46 ans,.
Il est inhumé au Schoonselhof, le cimetière principal d'Anvers.

## Reconnaissances
- En 1881, il est fait Officier de la Légion d'Honneur ;
- En 1884, Il est fait Chevalier de l'Ordre de Léopold II.

## Quelques publications
- François Van Rysselberghe, Notice sur un système météorographique universel in Bulletins de l'Académie royale de Belgique, série 2, tome XXXVI, no 9 et 10, 1873 (lire en ligne)
- François Van Rysselberghe, Système de télégraphie et de téléphonie simultanée par les mêmes fils, téléphonie urbaine et internationale, Bruxelles, Vanderauwera, 1890, 58 p. (lire en ligne).
- François Van Rysselberghe, Les tempêtes d'Europe in Annuaire de l'Observatoire royal, Bruxelles, 1878, p. 184-187.
- François Van Rysselberghe, Théorie élémentaire de l'électricité et du magnétisme, exposée spécialement au point de vue de la production, de l'utilisation et de la distribution industrielle de l'électricité, Bruxelles, 1889.

## Parenté
François Van Rysselberghe est le frère du peintre Théo Van Rysselberghe, et par conséquent beau-frère de l’écrivaine Maria Van Rysselberghe.